# Испанская колонизация Америки

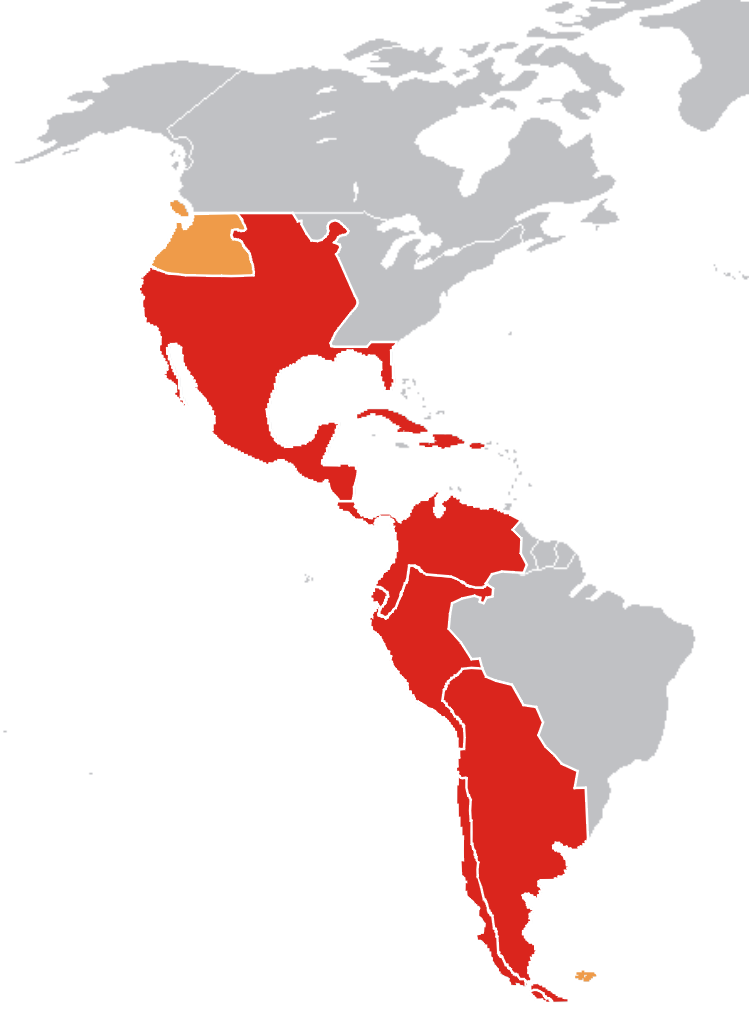
Наибольшая экспансия Испании в Северной и Южной Америке (XVIII век)

Испа́нская колониза́ция Аме́рики (исп. colonización española de América) или Конки́ста (исп. conquista) — захват территории (экспансия), колонизация и эксплуатация народов Америки Испанской империей, в период с 1492 года по 1898 год.
Испанская колонизация Америки началась с открытия испанским мореплавателем Христофором Колумбом первых островов Карибского моря в 1492 году, которые испанцы сначала посчитали частью Азии. Всего к началу XVII века в Америку переехало около 200 тысяч человек, причём конкистадоры составляли лишь небольшую часть. Мексиканский историк Хосе Дурана писал: «Вполне понятно, что конкисту совершили немногие тысячи воинов, их было, может, тысяч десять». Аргентинский историк Руджьери Романо оценивает численность конкистадоров максимум в 4—5 тысяч человек.
Колонизация привела к разрушению традиционных культур индейцев и их массовой смертности, прежде всего, от инфекционных заболеваний.
Большинство испанских колоний в Америке сумели завоевать независимость в начале XIX века, когда сама Испания переживала период глубокого социально-экономического упадка после Пиренейских войн. Тем не менее ряд островных регионов (Куба, Пуэрто-Рико, временно также Доминикана) управлялись Испанией до 1898 года, когда США лишили Испанию её колоний в результате войны.

## Предпосылки колонизации
Поиск испанцами (а также португальцами, голландцами, французами и другими) нового пути в Индию был продиктован ускорившимися темпами развития европейского общества, ростом объёмов промышленности и торговли, потребностью найти большие запасы золота (которая впоследствии отразилась в легендах об Эльдорадо и Пайтити), спрос на которое резко возрос. Немаловажным был и тот факт, что в самой Испании в 1492 году, после падения Гранады, закончилась Реконкиста страны, юг которой был освобождён от мавров. За долгие 8 столетий Реконкисты в Испании сформировался многочисленный класс военных, в том числе военных авантюристов, привыкших жить за счёт военной добычи, грабежей, мародёрства и эксплуатации морисков, прикрываясь при этом стремлением распространить христианство и освободить землю Иберии от неверных мусульман. Необходимо было срочно занять этих рыцарей новыми завоевательными проектами, иначе их дальнейшее пребывание в стране могло грозить социальным взрывом.
Также ускорившийся[как?] рост населения Испании привёл к нехватке земель на засушливом, маловодном юге страны. Кроме того, после завершения Реконкисты все мавританские земли были скоро поделены, и в стране появилось значительное количество так называемых идальго, младших сыновей рыцарей, не получивших наследства и скитавшихся в поисках быстрой наживы, промышляя бандитизмом на дорогах страны. Все эти группы в дальнейшем составили основу класса конкистадоров. Поначалу Испания планировала продолжить вытеснение мусульман из северной Африки, однако мусульмане оказывали сильное сопротивление и, кроме захвата ряда небольших прибрежных крепостей, успехи[какие?] в этом направлении были незначительны. Внимание конкистадоров вскоре[когда?] перешло на покорение обширных и зачастую малонаселённых просторов Нового Света.

## Этапы колонизации

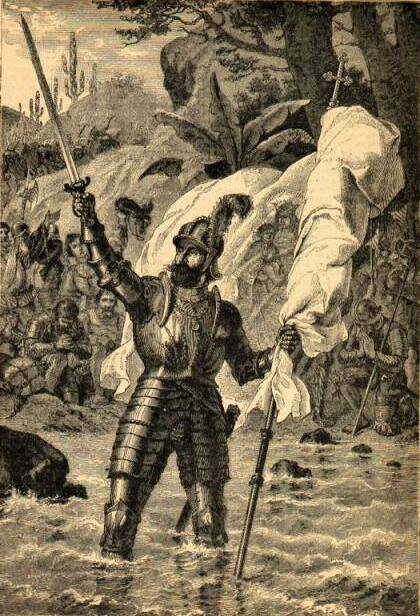
В. Нуньес де Бальбоа провозглашает власть Испании над Тихим океаном

В 1492—1519 годах испанцы осваивали прежде всего Антильские острова, где жили араваки. Колонизация острова Эспаньола (Гаити) началась в 1493 году со второй экспедиции Колумба. В 1508 году Х. Понсе де Леон начал завоевание острова Сан-Хуан (Пуэрто-Рико). В 1509 году Х. де Эскивель высадился на Ямайке. В 1511 году Д. Веласкес де Куэльяр начал завоевание Кубы. Примерно в 1515 году было основано поселение Нуэва Кадис на острове Кубагуа у побережья современной Венесуэлы. В этот период испанцы также осваивали узкие береговые полосы Северной и Южной Америки, омываемые водами Атлантического океана, Карибского моря и Мексиканского залива, но за исключением В. Нуньеса де Бальбоа, пересёкшего в 1513 году Панамский перешеек и открывшего Тихий океан, испанцы в этот период не пытались продвинуться вглубь материка.
На втором этапе колонизации Э. Кортес в 1521 году завоевал государство ацтеков, в 1523—1526 годах П. де Альварадо завоевал территорию современной Гватемалы, в 1524 году Ф. Эрнандес де Кордоба основал первые постоянные испанские поселения на территории современного Никарагуа. В последующие годы Н. де Гусман покорил государство тарасков и основал испанские поселения у входа в Калифорнийский залив, Ф. де Монтехо начал завоевание городов-государств майя на полуострове Юкатан (это завоевание продолжил его сын). Последним независимым городом майя оставался Тайясаль. Испанцы с 1629 года предпринимали систематические попытки захватить его, увенчавшиеся успехом только в 1697 году.
Король Испании и император Священной Римской империи Карл V отдал северное побережье Южной Америки банкирам Фуггерам и Вельзерам в залог полученных от них займов, и в период 1528—1546 годов на территории современной Венесуэлы существовала немецкая колония Кляйн-Венедиг.

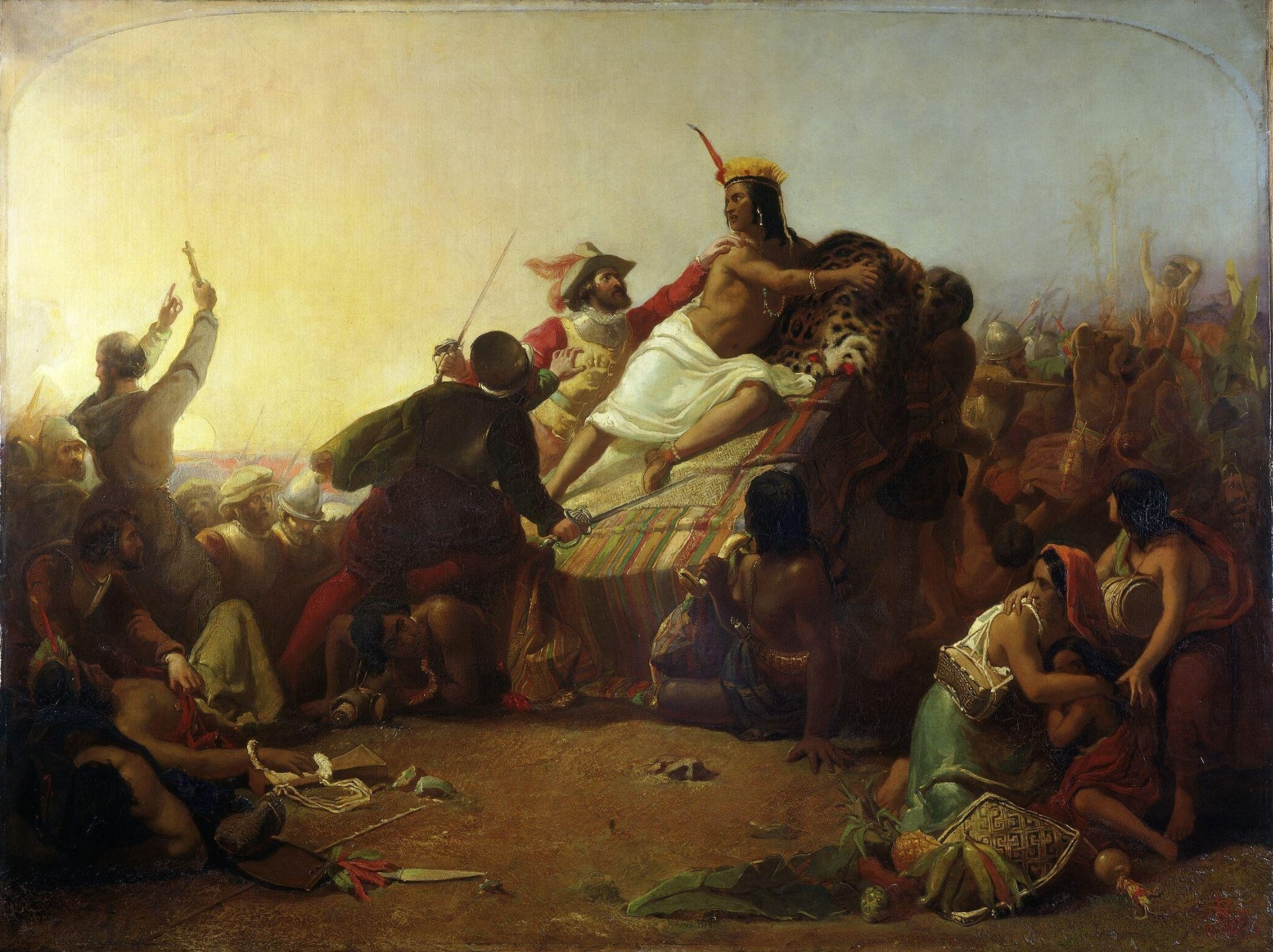
Джон Эверетт Милле. «Писарро берёт в плен правителя перуанских инков». 1845 г.

В 1532—1535 годах Ф. Писарро покорил государство инков. В 1536 году П. Мендоса основал город Буэнос-Айрес. В 1536—1538 годах Г. Хименес де Кесада завоевал страну чибча-муисков (долину реки Богота). В 1540 году П. де Вальдивия начал завоевание территории современного Чили, где встретил упорное сопротивление арауканов.

## Организация завоеваний и управление колониями
Каждый предводитель (аделантадо) отряда завоевателей (конкистадоров), заключал с испанским монархом договор (капитуляцию), в котором определялась доля отчисления захваченных богатств в казну. Как правило, после завоевания территории король назначал аделантадо её пожизненным губернатором.
Все завоевания совершались испанскими отрядами численностью лишь несколько сот человек (в редких случаях — численностью несколько тысяч). Испанцам помогало наличие у них огнестрельного оружия и лошадей, незнакомых индейцам. Испанцы широко использовали вражду между индейскими народами. Также испанцы быстро обнаружили, что если захватить правителя государства индейцев, то они прекратят сопротивление. Сыграли свою роль и предания индейцев о белом бородатом боге, научившем людей земледелию и ремёслам (обычно он ассоциируется с Кетцалькоатлем, но практически у каждой народности имел собственное дополнительное имя).
С 1500 года испанский король добивался введения в Америке административной системы, подобной действующей на ранее завоёванных Канарских островах. Это предусматривало создание провинций, во главе которых стояли губернаторы, наделённые судебно-административными функциями. В Америке также были созданы апелляционные суды, так называемые Audiencias: в 1511 году в Санто-Доминго; затем, в 1527 году, в связи с вопиющим самоуправством Эрнана Кортеса — в Мехико, после этого в Панаме (1535 год), Гватемале и Лиме (1542 год), Гвадалахаре и Боготе (1548 год).
Между епископом Бартоломе де лас Касасом, жившим в Америке, и богословами и правоведами Испании, такими как Хуан Лопес де Паласио Рубиос, Франсиско де Виториа, и Хуан Хинэс де Сепульведа началась острая полемика относительно оправданности испанского владычества в Америке и жестокого обращения с индейцами. Паласио Рубиос и Сепульведа отстаивали законность вторжения и неполноценность индейцев, а лас Касас и де Виториа выступали в защиту индейцев.
В 1512 году были приняты Бургосские законы, смягчавшие систему принудительного труда индейцев, известную как энкомьенда, с помощью бюрократического контроля. Но обеспечить исполнение этих законов было затруднительно. Лас Касас в 1540 году приехал в Испанию, где ему удалось добиться издания Карлом V так называемых «Новых законов», которые ещё более ограничивали энкомьенду. В 1550—1551 годы при дворе Карла V в Вальядолиде состоялся диспут между Сепульведой и лас Касасом по вопросу об обращении с индейцами. Назначенная Карлом комиссия в своём заключении в 1554 году признала верной точку зрения лас Касаса.

## Католический фактор
Господствующей религией в Испании было католичество, соответственно именно эта конфессия распространила своё влияние в американских колониях Испании. Уже в 1524 году на земли ацтеков прибыло 12 францисканских миссионеров, среди которых был Торибио де Бенавенте. В 1527 году в Мексику епископом был назначен Хуан де Сумаррага, параллельно крещению индейцев и утверждению храмов (Кафедральный собор в Мехико) была учреждена инквизиция, которая преследовала отступников. В колониях возник культ Марии Гваделупской. Для интеграции детей индейцев в католичество в 1536 году был создан коллегиум Санта-Крус де Тлателолько. Под влиянием католичества появился местный архитектурный стиль - мексиканское барокко. В Южной Америке на территории Парагвая были созданы Иезуитские редукции (автономные поселения индейцев под управлением иезуитов).

## Особенности испанской колонизации Америки
- Поскольку Америку в 1492 году открыл испанский мореплаватель Христофор Колумб, то и Испания начала колонизацию Америки прежде других европейских государств. Уже в 1492 году на Гаити было основано первое европейское поселение Ла-Навидад, однако оно вскоре было уничтожено аборигенами-таино. Спустя год была основана Ла-Исабела (Гаити), а в 1500 году Нуэва Кадис (Венесуэла).
- Испанская колонизация Америки, в отличие от британской, носила ярко выраженный феодальный характер: местное население принуждалось к трудовой повинности на плантациях-асьендах, владельцы которых становились помещиками-латифундистами, а трудящиеся именовались пеонами. Колонисты-помещики имели воинские (соответственно, дворянские) титулы и были организованы под началом вице-королей, при которых был своеобразный совет-аудиенсия. Вице-королевство Новая Испания была образована в 1535 году, а в 1542 году Вице-королевство Перу. Вице-королевства состояли из генерал-капитанств (Гватемала, Чили).
- Феодальный характер колонизации определял её аграрный характер: помещики-латифундисты жили за счёт труда крестьян-индейцев, над которыми они устанавливали своеобразную опеку (Энкомьенда).
- Относительная слабость расово-этнических противоречий между колонизаторами и коренным населением: после кратковременных начальных столкновений испанская культура проникла в ядро распространения местных автохтонных культур и слилась с ними в единое целое. В отличие от англичан, которые изгоняли индейцев с их земель и истребляли их, для испанцев, как для католиков, коренные американцы были «заблудшими душами», которых нужно было обратить в христианство[источник не указан 1882 дня]. Возникло множество смешанных и переходных субкультур, которые объединили между собой испанский язык и католичество. Массовая метисация населения, наличие (по крайней мере, в теории) ступеней социальной и карьерной мобильности для выходцев из «низких» рас путём постепенного отбеливания, отсутствие сегрегации и явной дискриминации по расовому признаку. Быстрая гуманизация подхода к индейцам и неграм (Бургосские законы 1512 г.).
- Отсутствие централизованного подхода[прояснить] к административной организации колоний в Америке, которые по результатам распада колониальной империи образовали несколько десятков независимых государств, а не одно, как Бразилия (португальская колония) или США (британская колония).
- Мужской тип колонизации: всего из Испании в Америку за первые три века колонизации переселилось около 600 тыс. испанцев, причём до 80 %[источник не указан 2759 дней] переселившихся в Латинскую Америку составили одинокие мужчины-идальго, которые вступали в контакты с женщинами индейского и африканского происхождения.

## Последствия колонизации
Подавляя восстания индейцев, испанцы массово казнили их. Индейцев принуждали трудиться на полях и в рудниках. Смерти от завезённых испанцами инфекционных болезней (оспы, чумы, дифтерии, кори, скарлатины, тифа и туберкулёза), к которым у индейцев не было иммунитета, многочисленные групповые самоубийства индейцев от непосильного труда привели к тому, что их численность за XVI век сократилась, по разным данным, с 17—25 млн до 1,5 млн человек, то есть в 11—16 раз. Многие регионы совершенно обезлюдели, некоторые индейские народы (например, таино) вымерли практически полностью.

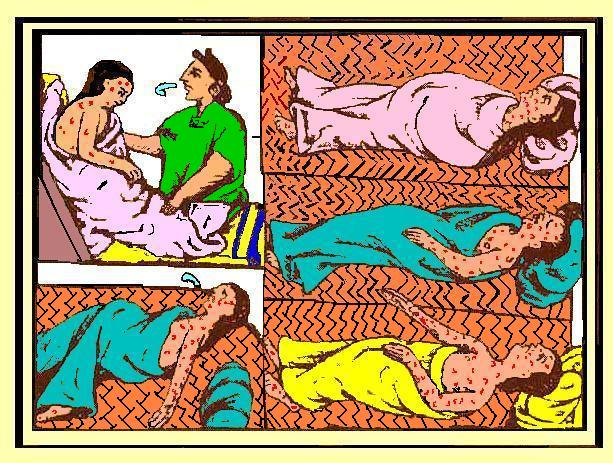
Рисунок из Флорентийского кодекса XVI века (составлен в 1540—1585 годах) изображает людей науа, заразившихся оспой.

Разрушение традиционных культур индейцев и их истребление сочетались с обращением в католицизм покорённого населения. Колонизаторы использовали традиционные общественные институты индейцев, основной податной единицей была индейская община.
Испанцы брали в жёны и наложницы индейских женщин, и в результате в колониях появилось существенное количество метисов. В колонии также завозились негры-рабы из Африки.
Испанские колонии в Америке стали главными поставщиками серебра и золота на рынки Европы и Азии, что привело к революции цен. Торговля с колониями осуществлялась путём регулярных рейсов судов в Веракрус, Портобело и Картахену из Севильи (смотрите также статьи Серебряный флот и Манильские галеоны).
Испанская колонизация Америки также привела к перемещению большого количества растений и животных из Старого Света в Новый и наоборот.

## Современная оценка
Представление об испанских конкистадорах как о блистательных искателях приключений большей частью ушло из общественного сознания. Согласно мексиканскому историку Фернандо Сервантесу «В школьном курсе истории их куда чаще рассматривают как беспощадных переселенцев, виновных в жестоком геноциде мирных цивилизаций, ставшем первым грандиозным опытом колониализма раннего Нового времени».